# Damaracheta kasungu
Damaracheta kasungu är en insektsart som beskrevs av Otte, D. 1987. Damaracheta kasungu ingår i släktet Damaracheta och familjen syrsor. Inga underarter finns listade i Catalogue of Life.